# روبرتو غراو
روبرتو غراو (بالإسبانية: Roberto Grau)‏ هو لاعب شطرنج أرجنتيني، ولد في 18 مارس 1900 في بوينس آيرس في الأرجنتين، وتوفي بنفس المكان في 12 أبريل 1944.

## وصلات خارجية
- روبرتو غراو على موقع مباريات الشطرنج (الإنجليزية)
- روبرتو غراو على موقع 365Chess.com (الإنجليزية)
- روبرتو غراو على موقع Chesstempo.com (الإنجليزية)
- روبرتو غراو سجل أولمبياد الشطرنج على موقع OlimpBase.org (الإنجليزية)